# Karl von Kirchbach auf Lauterbach
Karl svobodný pán von Kirchbach auf Lauterbach, od roku 1917 hrabě von Kirchbach auf Lauterbach (20. května 1856, Gyöngyös – 20. května 1939, Scharnstein) byl generálplukovník rakousko-uherské armády.

## Rodina
Šlechtický rod von Kirchbach vyprodukoval ve své historii několik generálů, především v různých německých armádách. Karl, který pocházel ze saské linie rodu, se narodil v Uhersku jako nejstarší syn podmaršála Ferdinanda svobodného pána von Kirchbach. Spolu se svým mladším bratrem Johannem Ferdinandem (1858–1920) byl předurčen k vojenské kariéře, aby dostál rodinné tradici.

## Život

### Vzdělání a kariéra před válkou
V 11 letech vstoupil Karl von Kirchbach auf Lauterbach do kadetského institutu v St. Pöltenu, později v Eisenstadtu. Po absolvování Tereziánské vojenské akademie ve Wiener Neustadt byl 1. září 1875 převelen k 5. dragounskému pluku jako poručík. Poté navštěvoval kurzy ve Vojenském jezdeckém instruktorském institutu, po kterých byl 1. května 1880 povýšen na poručíka . V letech 1881 až 1884 navštěvoval císařskou a královskou válečnou školu ve Vídni s dobrými výsledky. Po absolutoriu byl v roce 1885 jmenován do generálního štábu, kde až do roku 1890 přiděloval a poskytoval různé služby. 1. listopadu 1887 byl povýšen na kapitána první  třídy. Po roce u 17. pěší divize byl v květnu 1891 převelen k 9. dragounskému pluku. O dva roky později se oženil s Rosou Carol Vay. Dne 1. listopadu 1893 byl Karl povýšen na majora a od tohoto roku působil jako náčelník štábu XV. sboru. V letech 1895 až 1897 pak zastával funkci náčelníka štábu jízdní divize ve Stanislau. Povýšení na podplukovníka obdržel 1. května 1896. U vojsk dragounského pluku č. 1 sloužil v letech 1897 až 1899. 1. dubna 1899 se stal náčelníkem štábu III. sboru, kde vystřídal plukovníka Karla rytíře von Pfiffera, po němž následovalo jeho jmenování plukovníkem 1. května 1899.
Na vlastní žádost byl zproštěn funkce náčelníka štábu a 4. dubna 1901 převelen k 5. dragounskému pluku, jehož se o měsíc později stal velitelem. Po třech letech služby jako velitel pluku dostal velení 12. jízdní brigády. Mezitím byl Karl von Kirchbach auf Lauterbach 1. listopadu 1905 povýšen na generálmajora . V letech 1907 až 1909 byl velitelem 10. jízdní brigády ve Vídni, v roce 1909 byl jmenován velitelem 1. jízdní divize v Temešváru. 1. května 1910 byl povýšen na polního podmaršála. Od té doby patřil do skupiny mladých a moderně smýšlejících generálů kolem arcivévody Františka Ferdinanda a náčelníka štábu armády Conrada von Hötzendorfa, nebylo divu, že 23. března 1911 dostal nově vytvořený post C. k. inspektora zeměbranecké jízdy.. V následujících letech vynaložil veškeré své úsilí na zvýšení úrovně vzdělání a výcviku jezdectva zeměbrany na úroveň „běžné“ armády. Cítil také, že tato jednotka dokáže víc než jen průzkum. S ohledem na to vycvičil kavalérii zeměbrany, aby fungovala jako velká samostatná jednotka a dále podporoval spolupráci s pěšími divizemi. Nakonec byl 1. května 1914 povýšen na generála jezdectva. V roce 1914 mu byl udělen také titul tajný rada .

### První světová válka

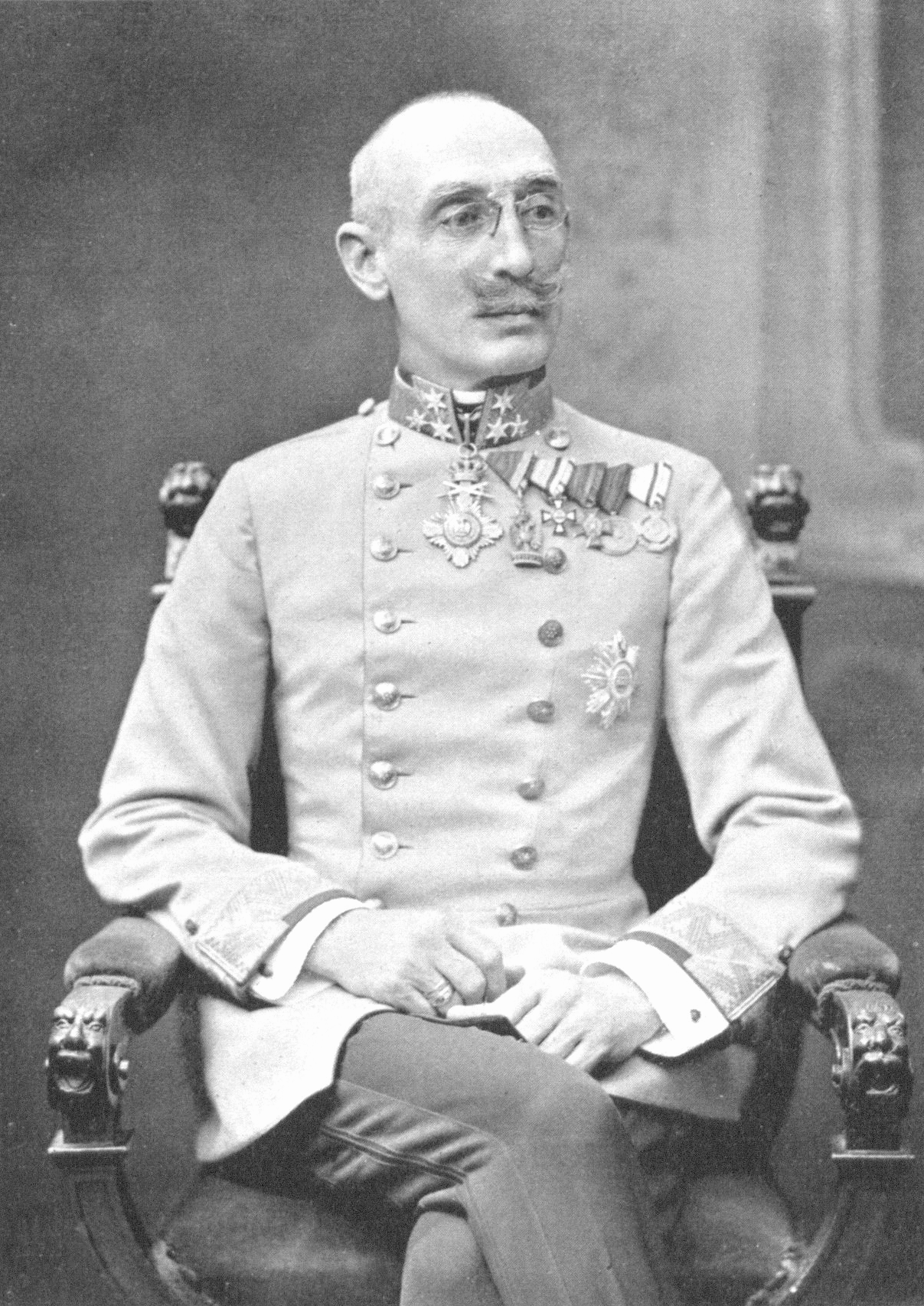
Karl von Kirchbach auf Lauterbach v roce 1914

Když vypukla válka generál jezdectva Kirchbach převzal I. sbor a byl velícím generálem v Krakově. Jeho prvními úkoly bylo krytí transportů v rámci mobilizace na ruských hranicích a postup na levém křídle Danklovy 1. armády při zahájení ofenzivy. Během srpnových bojů jeho I. sbor severně od Tanew zásadním způsobem přispěl k vítězství u Kraśniku. Když byla Danklova armáda nucena ustoupit, I. sbor postavil týl. Během bitvy na Visle v říjnu jeho sbor dosáhl Ivangorodu a Kirchbach dočasně převzali velení armádní skupiny jižně od Visly. Po ústupu zůstal generál Kirchbach a jeho vojáci v listopadu 1914 v jižním Polsku na obou stranách Pintschowa. Po bitvě u Gorlice-Tarnówa (květen 1915) postoupil jeho sbor v červnu 1915 na východní břeh Bugu a v srpnu 1915 dosáhl Ikwy u Dubna. Spolu se skupinou Szurmay se podařilo vytvořit předmostí u Sokalu na východním břehu Bugu.
V květnu 1916 byl jeho sbor převelen na jihotyrolskou frontu, aby se zúčastnil jihotyrolské ofenzívy, která následovala jako součást 3. armády. 15. a 16. června 1916 vedl poslední pokus 3. armády o útok, než byla ofenzíva zastavena proti italským pozicím jihozápadně od Asiaga v oblasti Monte Lemerle, Monte Zovetto a Magnaboschi. Tento útok však nakonec selhal kvůli početně přesile Italů a slabé podpoře rakousko-uherského dělostřelectva, které nedokázalo dostatečně eliminovat dobře maskované italské pozice.
Poté se Kirchbach vrátil se svým sborem na ruskou frontu, kde zaujal pozici východně od Stanislau . V srpnu 1916 byl odpovědný za obranu Tatarského průsmyku u Rakhiva. Rusové se opakovaně pokoušeli dobýt tento strategicky důležitý bod a tím i „bránu do Uher“, ale to bylo vždy zmařeno císařskými vojsky. 8. září 1916 převzal velení 7. armády, kde nahradil generála jezdectva Karla von Planter-Baltina, s nímž na oplátku dostal obranný úkol. Během následující ruské ofenzívy, která měla za cíl ulevit spojeneckým rumunským jednotkám, se mu podařilo zabránit nepřátelským jednotkám prorazit riskantní, ale nakonec úspěšné operace na hřeben Karpat. 20. října si vyměnil velení s generálem Kövessem a převzal velení 3. armády. 1. listopadu 1916 byl povýšen do hodnosti generálplukovníka.
Dne 5. března 1917 převzal vrchní velení 4. armády, ale těžká nemoc ho brzy donutila opustit své místo. V říjnu 1917 se konečně vrátil do aktivní služby, ale stále byl poznamenán nemocí, kterou prodělal. 8. prosince 1917 byl generálplukovník povýšen do hraběcí hodnosti . Počátkem roku 1918 byl jmenován vojenským velitelem všech rakousko-uherských jednotek v Chersonské gubernii s velitelstvím v Oděse. Jeho velmi důležitým úkolem bylo zpacifikovat kraj a vytěžit z této úrodné oblasti co nejvíce zdrojů, ale hlavně zemědělských produktů.
Již v prvních dubnových dnech ho jeho nemocné zdraví donutilo odejít z aktivní služby. Po několika měsících zotavování se znovu ucházel o frontové velení, načež jej císař Karel jmenoval 24. září 1918 inspektorem císařských a královských vojsk na západní frontě. S ohledem na pozdní jmenování do tohoto úřadu to muselo být víc než jen uznání.
Po skončení války zůstal generálplukovník Karl Graf von Kirchbach na Lauterbachu v Rakousku a plně se zotavil ze své nemoci. V květnu 1939 zemřel v Scharnsteinu.

## Ocenění
- Rakouský vojenský záslužný kříž v roce 1901
- Řád železné koruny III. třídy v roce 1904
- Rytířský kříž Leopoldova řádu 28. února 1911
- Jmenován do tajné rady v roce 1914
- Železný kříž (1914) II. třídy v roce 1914
- Velkokříž Řádu železné koruny s válečnou dekorací (později ještě s meči) 5. října 1914
- Železný kříž (1914) první třídy v roce 1915
- Řád Leopolda I. třídy s válečnou dekorací 20. listopadu 1915
- Vojenská záslužná medaile v bronzu s válečnou dekorací a meči v květnu 1916
- Čestný odznak za statečnost od velkovévody z Hesenska v roce 1917
- Vojenský záslužný kříž I. třídy s válečnou dekorací a meči v březnu 1917
- Velkokříž Řádu Leopolda s válečnou dekorací a meči 26. března 1918
- Velkokříž Bavorského řádu za vojenské zásluhy s meči v roce 1918
- Saský řád Albrechta se zlatou hvězdou a meči v roce 1918
- Řád Württemberské koruny s meči v roce 1918
- Pruský Řád červené orlice s meči v roce 1918